# Gran Turismo (série)
Gran Turismo (グランツーリスモ, Guran Tsūrisumo) é uma série de videojogos de corrida automóvel produzida pela Polyphony Digital e distribuída pela Sony Interactive Entertainment para os sistemas PlayStation. 
O manuseio dos veículos nos jogos Gran Turismo é baseado nos princípios da física do mundo real, exigindo que o jogador entenda técnicas reais de direção de corrida para ser competitivo, embora várias assistências estejam disponíveis para motoristas menos experientes. A série apresenta uma grande variedade de veículos, que vão desde carros do dia a dia a carros esportivos exóticos e carros de corrida feitos sob medida, e de carros clássicos a carros modernos. Várias modificações geralmente podem ser feitas nos carros para alterar seu desempenho e aparência. Os jogos geralmente incluem inúmeras pistas para dirigir, com réplicas de locais do mundo real e pistas fictícias aparecendo ao longo da série.
Os jogos Gran Turismo geralmente apresentam uma campanha para um jogador com inúmeras corridas, campeonatos, testes de licença e outros desafios. Completar esses eventos recompensa o jogador com prêmios como dinheiro do jogo, que pode ser usado para comprar novos veículos ou atualizar os existentes. Os jogadores geralmente começam com carros mais lentos e baratos e constroem uma garagem com carros mais rápidos e caros à medida que progridem no jogo. As parcelas mais recentes da série também incluíram um elemento multijogador online, que apresenta jogo competitivo e casual.
Gran Turismo é uma das franquias de maior sucesso da PlayStation, tendo conquistado sucesso comercial e aclamação da crítica. O primeiro título da série foi o jogo mais vendido para o PlayStation original, enquanto quatro parcelas subsequentes estiveram entre os três jogos mais vendidos para seus respectivos consoles. Várias entradas na série foram classificadas entre os maiores videogames de todos os tempos. Em 2023, a série recebeu uma adaptação cinematográfica e se tornou um esporte para os eSports olímpicos.
Gran Turismo teve as suas origens em 1992, quando Kazunori Yamauchi criou um grupo de pessoas para produzirem o jogo original. A produção demorou cinco anos. Desde a estreia da série em 1997, já foram vendidas mais de 70 milhões de unidades de jogos para a PlayStation, PlayStation 2, PlayStation 3 e PlayStation Portable, fazendo de Gran Turismo a série mais vendida da marca PlayStation.

## História
A Sony Interactive Entertainment, uma publicadora de jogos eletrônicos do conglomerado Sony – detentora da marca PlayStation, vinha reparando no grande sucesso dos jogos de corrida, tanto de seu primeiro console como nos das concorrentes (Nintendo 64, por exemplo). Alguns produtores japoneses procuravam uma boa produtora para realizar sua grande ideia: um simulador de corrida completo, em que você tem que até tirar licença para dirigir. Eles pensavam em colocar carros reais, modelos e protótipos reais e usar tudo isso sob licença das maiores conhecidas montadoras de carros.
Desde 2008 a GT Academy, realizada pela Polyphony Digital em parceria com a Nissan, coloca os melhores do game para correr em carros de verdade. O primeiro vencedor, o jovem espanhol Lucas Ordóñez, vem alcançando resultados expressivos em corridas de endurance — em 2011 e 2013, ele e sua equipe conseguiram chegar entre os primeiros de sua categoria nas 24 Horas de Le Mans. Jann Mardenborough que também venceu na GT Academy vem conquistando expressivos resultados na GP3.
Em 2013, Gran Turismo 6 tornou-se o primeiro jogo eletrônico da história a receber uma certificação de Federação Internacional de Automobilismo (FIA), por oferecer uma experiência tão realista das máquinas e pistas. Para se ter uma ideia, quatro circuitos do jogo foram inspecionados por oficiais e certificados pela FIA, que os considerou recriações virtuais perfeitas e de acordo com os padrões da federação. A entidade acredita que o game vem desempenhando um papel importante para a atração de novos talentos e fãs para o automobilismo e resolveu dar esta certificação. Assim, a FIA e a Polyphony anunciaram planos de lançar um campeonato online oficial usando GT6 como plataforma, com o intuito de dar aos gamers mais possibilidade de se envolver com o automobilismo profissional. Recentemente, 2019, o ganhador do campeonato do GT academy do titulo Gran turismo Sport.

### Títulos lançados

#### Série principal
| Título                 | Ano de lançamento | Plataforma                   | Vendas     |
| ---------------------- | ----------------- | ---------------------------- | ---------- |
| Gran Turismo           | 1997              | PlayStation                  | 10.850.000 |
| Gran Turismo 2         | 1999              | PlayStation                  | 9.370.000  |
| Gran Turismo 3: A-Spec | 2001              | PlayStation 2                | 14.980.000 |
| Gran Turismo 4         | 2004              | PlayStation 2                | 11.760.000 |
| Gran Turismo 5         | 2010              | PlayStation 3                | 11.950.000 |
| Gran Turismo 6         | 2013              | PlayStation 3                | 5.220.000  |
| Gran Turismo Sport     | 2017              | PlayStation 4                | 8.000.000  |
| Gran Turismo 7         | 2022              | PlayStation 4, PlayStation 5 | N/A        |

#### Outros títulos
| Título                                  | Ano de lançamento | Plataforma           | Vendas    |
| --------------------------------------- | ----------------- | -------------------- | --------- |
| Gran Turismo Concept: 2001 Tokyo        | 2002              | PlayStation 2        | 440.000   |
| Gran Turismo Concept: 2002 Tokyo-Seoul  | 2002              | PlayStation 2        | 90.000    |
| Gran Turismo Concept: 2002 Tokyo-Geneva | 2002              | PlayStation 2        | 1.030.000 |
| Gran Turismo 4 Prologue                 | 2003              | PlayStation 2        | 1.400.000 |
| Gran Turismo 4 Online (test version)    | 2006              | PlayStation 2        | N/A       |
| Gran Turismo HD                         | 2006              | PlayStation 3        | N/A       |
| Gran Turismo 5 Prologue                 | 2007              | PlayStation 3        | 5.350.000 |
| Gran Turismo (PSP)                      | 2009              | PlayStation Portable | 4.220.000 |

## Recepção
| Jogo                   | GameRankings | Metacritic |
| ---------------------- | ------------ | ---------- |
| Gran Turismo           | 94.95%       | 96/100     |
| Gran Turismo 2         | 92.42%       | 93/100     |
| Gran Turismo 3: A-Spec | 94.54%       | 95/100     |
| Gran Turismo 4         | 89.53%       | 89/100     |
| Gran Turismo 5         | 84.33%       | 84/100     |
| Gran Turismo 6         | 81.73%       | 81/100     |
| Gran Turismo Sport     | —            | 75/100     |
| Gran Turismo 7         | —            | 88/100     |